# Was für eine Nacht
Was für eine Nacht ist ein Album des Sängers und Liedermachers Hannes Wader in Zusammenarbeit mit Konstantin Wecker aus dem Jahr 2001.

## Entstehungsgeschichte
Wader und Wecker lernten sich Anfang der 70er Jahre kennen. Auf einen 20 Jahre alten Vorschlag von Konstantin Wecker hin ging Hannes Wader 2000 und 2001 mit Konstantin Wecker auf Sommertournee. Bei dieser Aufnahme handelt es sich um einen Live-Mitschnitt aus ihren Konzerten im Juli 2000 in Mainz, Nürnberg, Tuttlingen und Pforzheim.
Auf den Konzerten spielten sie die Lieder des anderen, wechselten sich beim Gesang ab und intonierten die eigenen Lieder. Hannes Wader singt den Titel „Was passierte in den Jahren“ von Konstantin Wecker. Wecker wiederum singt den Titel „Schon morgen“ von Hannes Wader. Gemeinsam tragen beide den Titel „Liebeslied im alten Stil“ vor, wobei Wader den ersten Teil mit der Gitarre und Wecker den zweiten Teil auf dem Piano vorträgt. Das Lied „Bella Ciao“ wird ebenfalls von beiden gesungen, wobei Wader die Strophen in Deutsch und Wecker in Italienisch singt. Wader singt den ersten Teil von „Schon so lang“, Wecker den zweiten. Der Titel „Gut wieder hier zu sein“ wird am Anfang und am Ende des Konzerts in zwei verschiedenen Arrangements gesungen.
Zu einem Studioalbum Waders sollte es noch im selben Jahr kommen. Es handelte sich um das Album Wünsche. Der Liedermacher hatte seit 1997 und dem Album An dich hab ich gedacht – Wader singt Schubert kein Studioalbum mehr veröffentlicht. Konstantin Wecker veröffentlicht noch im selben Jahr das Album Vaterland.

## Titelliste
1. Gut wieder hier zu sein – 2:13
2. Viel zu schade für mich – 3:37
3. Was passierte in den Jahren – 3:28
4. Schon morgen – 3:11
5. Vaterland – 3:55
6. Questa nuova realtà – 4:45
7. Es ist an der Zeit – 5:24
8. Der Fachmann – 2:37
9. Ankes Bioladen – 3:42
10. Große Freiheit – 3:40
11. Wenn der Sommer nicht mehr weit ist – 3:54
12. Genug ist nicht genug – 4:20
13. Liebeslied im alten Stil – 3:30
14. Cocaine – 4:48
15. Bella Ciao – 2:50
16. Sage nein – 3:14
17. Schon so lang – 3:57
18. Gut wieder hier zu sein – 2:29

## Besonderheiten
Hannes Wader produzierte das Album und wurde unterstützt von Ben Ahrens, der auch im Blue Noise Studio, Hamburg, den Ton mischte und remasterte.
Erstmals stand Konstantin Wecker mit Hannes Wader auf der Bühne. In den nächsten Jahren geschah dies noch drei Mal: Am 23. Juni 2002, zum 60. Geburtstag Waders, wozu sich auch noch Reinhard Mey gesellte und am 15. Februar 2003, an dem die drei bei einer Demonstration gegen den Irak-Krieg auf der Bühne standen. Das Ergebnis ist das Doppel-Album Mey, Wader, Wecker – das Konzert (2003), das mit einem Live-Mitschnitt der Auftritte von Wader, Wecker und Mey auf der Demonstration gegen den Irakkrieg 2004 noch einmal als Special Edition erschien. Das dritte Mal traten sie am 17. Juni 2010 in Abenberg bei Nürnberg gemeinsam auf.